# Love's just a broken heart
Love’s just a broken heart is een single van Cilla Black. Het is afkomstig van hun album Cilla sings a rainbow. De originele titel luidt L’amour est ce qu’il est (Liefde is wat het is). Het lied schijnt bedoeld te zijn geweest voor Édith Piaf, maar is voor zover bekend nooit in het Frans op single of elpee gezet.
De B-kant was Yesterday van John Lennon en Paul McCartney.

## Hitnotering
In het Verenigd Koninkrijk stond Love’s just a broken heart elf weken in de UK Singles Chart met als hoogste positie nummer 5.

### Nederlandse Top 40
Black had er een piepklein hitje mee in Nederland.
| Positie: | 39 | uit |

### NPO Radio 2 Top 2000
Love's just a broken heart stond alleen in 2000 in de NPO Radio 2 Top 2000, op plek 1784.